# Dreifaltigkeitskirche (Spichra)

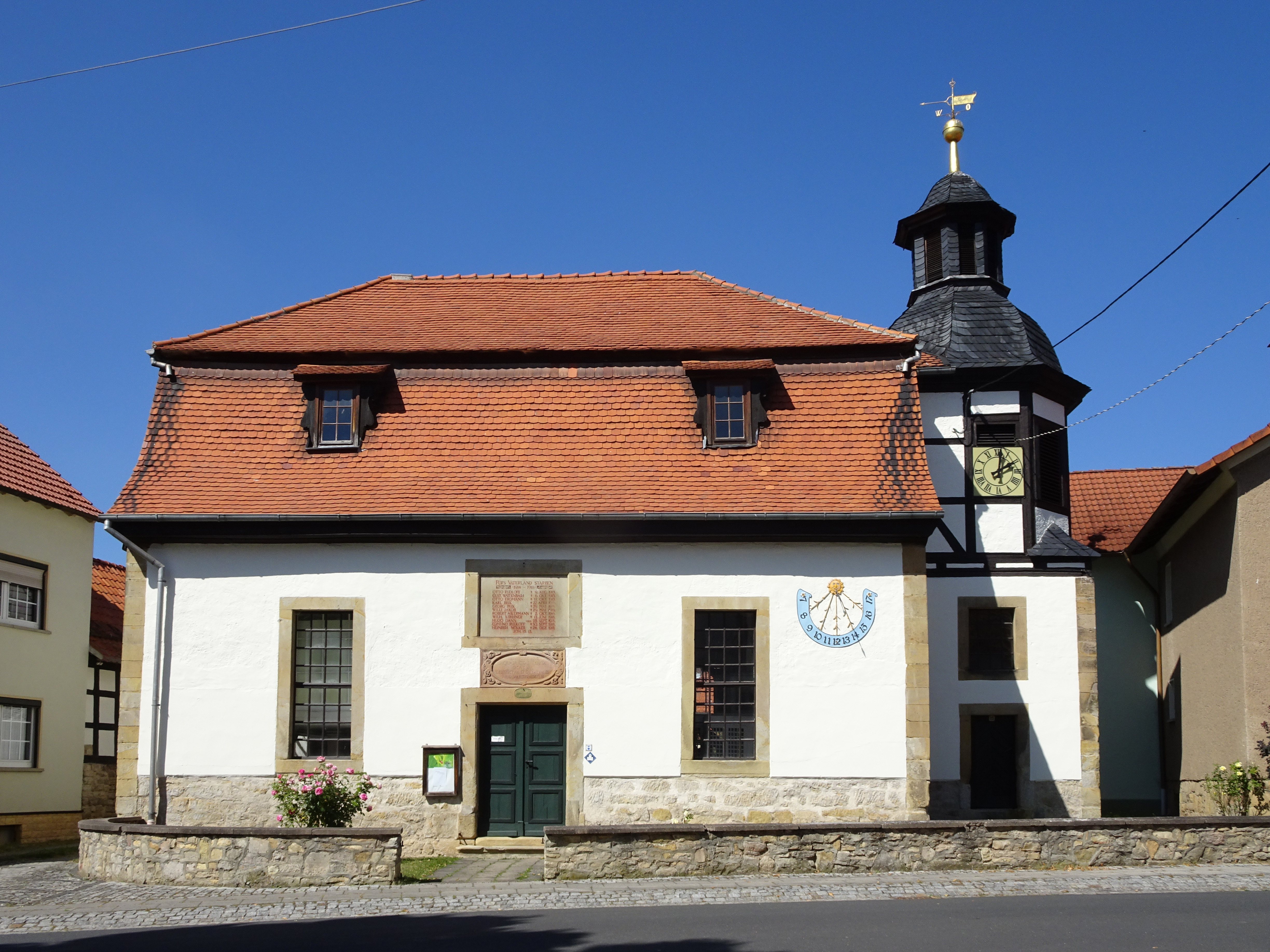
Dreifaltigkeitskirche in Spichra

Die evangelisch-lutherische Dreifaltigkeitskirche liegt in der Mitte des Ortsteils Spichra der Gemeinde Krauthausen im Wartburgkreis in Thüringen. Das Gotteshaus befindet sich am Werratal-Radweg und ist ganzjährig geöffnet.

## Geschichte
Aus einer um 1626 gebauten Kapelle wurde 1753 die Kirche in ihrer heutigen Form erbaut. Sie ist innen mit einfachem Schmuck versehen. Der Taufstein aus dem 17. Jahrhundert trägt die Wappen derer von Buttlar und von Herda. An der Südfassade befindet sich eine Sonnenuhr.
Am 1. April 1945 wurde das Gotteshaus bei Kampfhandlungen des Zweiten Weltkrieges schwer beschädigt. Erst 1958 konnte das Haus wieder genutzt werden.